# Triangle Heart
Triangle Heart (とらいあんぐるハート?, Toraianguru Hāto), abbreviato come Toraha, è una serie di videogiochi eroge e di OAV conosciuto principalmente per le sue serie spinoff Mahō shōjo Lyrical Nanoha, A's e StrikerS. Il nome deriva dal fatto che ogni capitolo tratta di un "triangolo" di un ragazzo e due ragazze, nonostante la presenza di molte altre protagoniste minori.
L'OAV Triangle Heart ~sweet songs forever~, basato sul videogioco Triangle Heart 3, narra di un ragazzo chiamato Kyōya Takamachi che, con sua cugina, si promette di proteggere un amico di infanzia da una misteriosa organizzazione terroristica.
Sono stati inoltre distribuiti due videogiochi fanbox, Love Love Toy Box, basato sul videogioco Triangle Heart 2, e Lyrical Toy Box, basato sul videogioco Triangle Heart 3.
I tre videogiochi sono stati successivamente ripubblicati in un singolo DVD il 14 giugno 2002.

## Trama
Anni fa, la guardia del corpo Shirō Fuwa e il suo cliente Albert Crystela vennero uccisi da una organizzazione terroristica portante il simbolo di un trifoglio. La figlia di Albert, Fiasse, si incolpa dell'accaduto, ma quando conoscerà i figli di Fuwa (che adesso hanno il cognome Takamachi), Kyōya e Miyuki, decide di usare la sua abilità nel canto per aiutare il mondo. Ma intanto che la popolarità di Fiasse cresce, la stessa organizzazione che uccise il padre la prende di mira. Kyōya e Miyuki, intenzionati a proteggere Fiasse, diventano guardia del corpo di professione, seguendo le orme del padre.